# 2004年5月逝世人物列表
2004年逝世人物列表：1月 - 2月 - 3月 - 4月 - 5月 - 6月 - 7月 - 8月 - 9月 - 10月 - 11月 - 12月
2004年5月逝世人物列表，是用于汇总2004年5月期间逝世人物的列表。

## 依日期排序

### 1日
- Ejler Bille，94歲，丹麥藝術家。
- 弗拉基米爾·切爾尼紹夫，52歲，俄羅斯排球運動員和奧運冠軍。[1]
- Shimon Even，68歲，以色列計算機科學研究員。
- 拉姆·普拉卡什·古普塔（Ram Prakash Gupta），80歲，印度政治家。
- 菲利克斯·豪格（Felix Haug），52歲，瑞士流行音樂家（雙人），心臟病發作。
- Larkin Kerwin，79歲，加拿大物理學家。
- 洛伊澤·科瓦契奇（Lojze Kovačič），75歲，斯洛維尼亞作家。[2]
- Jean-Jacques Laffont，57歲，法國經濟學家，癌症。[3]
- 約翰·豪蘭·羅（John Howland Rowe），85歲，美國考古學家和人類學家。[4]

### 2日
- Moe Burtschy，82歲，美國職業棒球大聯盟球員，心臟病發作。[5]
- 鄧肯·卡斯（Duncan Carse），91歲，英國探險家和演員。
- 納爾遜·吉丁（Nelson Gidding），84歲，美國編劇，充血性心力衰竭。[6]
- 保羅·吉瑪律（Paul Guimard），83歲，法國作家。[7]
- 約翰·哈默斯利（John Hammersley），84歲，英國數學家。[8]
- 艾倫·林德伯格（Allan Lindberg），85歲，瑞典奧運撐桿跳高運動員。[9]
- 海姆·麥考比（Hyam Maccoby），80歲，猶太裔英國學者和戲劇家。
- 托尼·波塔（Tony Poeta），71歲，加拿大職業冰球運動員（芝加哥黑鷹隊）。[10]

### 3日
- 安東尼·安利（Anthony Ainley），71歲，英國演員（神秘博士），癌症。
- 安德魯·卡文迪什，第11代德文郡公爵，84歲，英國貴族和政治家。[11]
- 肯·唐寧（Ken Downing），86歲，英國賽車手。
- 達雷爾·詹森（Darrell Johnson），75歲，美國職業棒球大聯盟（MLB）捕手兼經理，癌症。[12]
- 沃勒斯·鐘斯，90歲，美國動畫師。[13]
- 吉伯特·拉尼·考希（Gilbert Lani Kauhi），66歲，美國演員和喜劇演員，糖尿病患者。
- 詹姆斯·梅斯（James Mace），52歲，美國歷史學家、教授和研究員。[14]
- Lygia Pape，77歲，巴西視覺藝術家、雕塑家和電影製片人。[15]
- 德里克·羅賓斯（Derrick Robins），89歲，英國板球運動員和體育推廣人。[16]
- 弗拉基米爾·捷列比洛夫，88歲，蘇聯法官和政治家。

### 4日
- Coxsone Dodd，72歲，牙買加雷鬼先驅，心臟病發作。[17]
- Tage Frid，88歲，丹麥木工，阿爾茨海默病併發症。[18]
- 休·吉林（Hugh Gillin），78歲，美國演員（《回到未來》第三部分）。
- Torsten Hägerstrand，87歲，瑞典地理學家，時間地理學的發明者。
- 鲍里斯·彼得罗夫斯基（Boris Petrovsky），95歲，蘇聯和俄羅斯普通外科醫生。
- 大衛·雷默（David Reimer），39歲，加拿大變性受害者，自殺。[19]
- 埃裡克·史密斯（Erik Smith），73歲，德裔英國音樂製作人。
- 讓-皮埃爾·維吉爾（Jean-Pierre Vigier），84歲，法國理論物理學家。[20]

### 5日
- 西婭·貝克曼（Thea Beckman），80歲，荷蘭兒童讀物作家（《牛仔褲十字軍東征》）。[21]
- 約翰·康福斯（John Cornforth），66歲，英國建築歷史學家。
- 何塞·馬塞達（José Maceda），87歲，菲律賓作曲家和民族音樂學家。[22]
- 凱特·蒙特（Kate Mundt），74歲，丹麥電影女演員。[23]
- 岡崎律子，44歲，日本創作歌手和作家，敗血症。
- František Sláma，80歲，捷克室內樂演奏家。

### 6日
- 佛吉尼亞·卡珀斯（Virginia Capers），78歲，美國女演員（《葡萄乾》，《Lady Ssing the Blues》，《Ferris Bueller's Day Off》），托尼獎得主（1974年），肺炎。[24]
- 佩珀·戈麥斯（Pepper Gomez），77歲，美國職業摔跤手和健美運動員，胃炎。
- 謝爾·哈爾賓（又名路易斯·馬斯特森），69歲，挪威西部片作家。[25]
- 菲力浦·卡普羅（Philip Kapleau），91歲，美國禪宗教師。[26]
- Barney Kessel，80歲，美國爵士吉他手和錄音室音樂家，腦癌。[27]
- James A. Krumhansl，84歲，美國物理學家。[28]
- 喬·拉法塔（Joe Lafata），82歲，美國棒球運動員（紐約巨人隊）。[29]
- 夏洛特·蒂勒（Charlotte Thiele），85歲，德國女演員。[30]
- 丹尼爾·湯普森（Daniel Thompson），69歲，美國詩人。[31]

### 7日
- 尼克·伯格（Nick Berg），26歲，美國商人和人質，在伊拉克被阿布·穆薩布·扎卡維斬首。[32]
- 約瑟夫·克雷斯波，79歲，法國橄欖球運動員。[33]
- 道格拉斯·約翰·福斯凱特（Douglas John Foskett），85歲，英國圖書館員。
- 奧利弗·大衛·傑克遜（Oliver David Jackson），84歲，澳大利亞軍官。
- 威廉·J·奈特（William J. Knight），74歲，美國越南戰爭戰鬥機飛行員，宇航員和政治家，白血病。
- Waldemar Milewicz，48歲，波蘭戰地記者，在伊拉克遇害。[34]

### 8日
- 劉易斯·凱恩（Lewis Caine），39歲，澳大利亞有組織犯罪人物，在墨爾本黑幫殺戮中被謀殺。
- 安東尼奧·尚帕利莫（António Champalimaud），86歲，葡萄牙銀行家和實業家。
- 瓦倫丁·埃佐夫（Valentin Ezhov），83歲，蘇聯和俄羅斯編劇和劇作家，中風。[35]
- 昆汀·休斯（Quentin Hughes），84歲，英國建築師和軍官。[36]
- Robert P. Multhauf，84歲，美國科學史學家、策展人和作家。
- 約翰·皮爾（John Peel），91歲，英國政治家，萊斯特東南區議員（1957-1974）。[37]
- 羅尼·羅賓遜（Ronnie Robinson），53歲，美國籃球運動員。[38]

### 9日
- Laxmi Chhaya，56歲，印度女演員、舞蹈家和教師，癌症患者。
- 湯米·法瑞爾（Tommy Farrell），82歲，美國影視演員。
- 布倫達·法西（Brenda Fassie），39歲，南非歌手，愛滋病相關併發症。[39]
- 艾倫·格沃斯（Alan Gewirth），91歲，美國哲學家和作家，癌症。[40]
- 艾哈迈德·卡德罗夫，52歲，車臣政治家，車臣總統，地雷爆炸。[41]
- 艾倫·金（Alan King），76歲，美國喜劇演員和演員，肺癌。[42]
- 韋恩·麥克利蘭（Wayne McLeland），79歲，美國棒球運動員（底特律老虎隊）。[43]
- 奧利弗·奧斯蒙德（Olive Osmond），79歲，奧斯蒙德歌唱家族的美國女族長。
- Sido L. Ridolfi，90歲，美國政治家。
- Walter H. Stockmayer，90歲，美國化學家和大學教師。[44]
- Percy M. Young，91歲，英國音樂學家。[45]

### 10日
- Orvar Bergmark，73歲，瑞典足球運動員和經理。
- 雷·費里托（Ray Ferritto），75歲，與克利夫蘭和洛杉磯犯罪家族有關的美國黑幫。
- 菲爾·格什（Phil Gersh），92歲，美國天才和文學經紀人。[46]
- 埃裡克·基蘭斯（Eric Kierans），90歲，加拿大經濟學家和政治家。
- 波特蘭·梅森（Portland Mason），55歲，英裔美國童星和作家。
- Ershad Sikder，49歲，孟加拉國政治家、罪犯和連環殺手，被處決。
- 易卜生·索倫森（Ibsen Sørensen），90歲，丹麥奧運賽艇運動員（1936年夏季奧運會男子四人單槳有舵手）。[47]
- 鄧尼斯·威爾肖（Dennis Wilshaw），78歲，英國國際足球運動員，心臟病發作。[48]

### 11日
- 米克·多伊爾（Mick Doyle），63歲，愛爾蘭橄欖球聯盟球員和教練，交通事故。
- 丹尼·麥克倫南（Danny McLennan），79歲，蘇格蘭足球運動員和教練。[49]
- 阿卜杜勒·禮薩·巴列維，79歲，伊朗王室成員，巴列維王朝成員。
- 具常，84歲，韓國詩人。[50]
- 阿爾夫·瓦倫丁（Alf Valentine），74歲，西印度板球運動員。[51]
- 約翰·懷特黑德（John Whitehead），55歲，美國R&B藝術家，被槍殺。[52]
- Giorgos Zongolopoulos，101歲，希臘雕塑家、畫家和建築師。

### 12日
- 阿爾瓦羅·卡多佐，90歲，葡萄牙足球運動員。
- Syd Hoff，91歲，美國兒童作家和漫畫家。[53]
- 約翰·拉波爾塔（John LaPorta），84歲，美國爵士單簧管演奏家，作曲家和教育家，中風。[54]
- Dave Piontek，69歲，美國職業籃球運動員（羅賈斯特/辛辛那提皇家隊、聖路易斯老鷹隊、芝加哥包裝工隊）。[55]
- 約翰·羅布森（John Robson），54歲，英國足球運動員，多發性硬化症（MS）。[56]
- 亞歷山大·斯庫奇（Alexander Skutch），99歲，美國博物學家、作家和鳥類學家。[57]

### 13日
- Kjell Bækkelund，74歲，挪威古典鋼琴家。[58]
- 馬格納·埃斯滕斯塔德，79歲，挪威越野滑雪運動員，奧運會銀牌得主。[59]
- 伯格弗裡德·弗約斯（Bergfrid Fjose），89歲，美國政治家。
- 穆罕默德·納瓦茲，79歲，巴基斯坦奧運標槍運動員（1956年和1960年夏季奧運會男子標槍）。[60]
- Carlo Scarascia-Mugnozza，84歲，義大利政治家。
- 埃文·沃格特（Evon Z. Vogt），86歲，美國文化人類學家。[61]

### 14日
- 魯迪·阿恩特（Rudi Arndt），77歲，美國政治家。
- 夏洛特·本克納（Charlotte Benkner），114歲，美國超級百歲老人，美國公認的最年長的人。
- Rip Coleman，72歲，美國棒球運動員（紐約洋基隊、堪薩斯城田徑隊、巴爾的摩金鶯隊）。[62]
- 君特·高斯（Günter Gaus），74歲，德國記者和評論員。
- 赫苏斯·希尔，71歲，西班牙商人和政治家，馬德里競技足球俱樂部有爭議的老闆，中風。[63]
- 比爾·霍夫曼（Bill Hoffman），86歲，美國棒球運動員（費城費城人隊）。[64]
- 傑克·霍蘭德（Jack Holland），56歲，愛爾蘭記者、小說家和詩人，癌症患者。[65]
- Torsten Johansson，84歲，瑞典網球運動員。
- 安娜·李（Anna Lee），91歲，英裔美國女演員，肺炎。[66]
- 盧·倫納德，77歲，美國女演員。[67]
- 肖恩·薩頓（Shaun Sutton），84歲，英國電視台高管。

### 15日
- 格洛麗亞·安扎爾杜亞（Gloria E. Anzaldúa），61歲，美國作家，學者和女權主義者，糖尿病患者。[68]
- 傑克·布拉德伯里（Jack Bradbury），89歲，美國動畫師（匹諾曹，小鹿斑比，幻想曲）和漫畫家，腎衰竭。[69]
- 馬里烏斯·康斯坦斯（Marius Constant），79歲，羅馬尼亞裔法國作曲家和指揮家。[70]
- 吉爾·福克斯（Gill Fox），88歲，美國政治漫畫家、漫畫家和動畫師。[71]
- 恩里克·弗拉德（Henrique Frade），69歲，巴西足球運動員。
- 威廉·H·辛頓（William H. Hinton），85歲，美國作家和馬克思主義者，《Fanshen： A Documentary of Revolution in a Chinese Village》一書的作者。[72]
- 納西索·伊巴涅斯·門塔，91歲，西班牙演員，心血管疾病。[73]
- 三橋達也，80歲，日本演員。[74]
- 羅伯特·摩根（Robert K. Morgan），85歲，美國空軍飛行員，孟菲斯美女（Memphis Belle）前飛行員，高空自殺。[75]
- 克林特·沃里克（Clint Warwick），63歲，英國貝斯吉他手（The Moody Blues），肝炎。

### 16日
- 里卡多·布倫戈拉（Riccardo Brengola），87歲，義大利小提琴家和教授。[76]
- 瓊·卡羅爾，87歲，美國作詞家、歌手和演員。[77]
- 吉姆·科爾克勞（Jim Colclough），68歲，美國橄欖球運動員。[78]
- 西蒙娜·德爾·杜卡（Simone Del Duca），91歲，法國女商人和慈善家。
- 彼得·希爾-諾頓，希爾-諾頓男爵，89歲，英國皇家海軍上將。[79]
- 卡瑪拉·瑪律坎達亞（Kamala Markandaya），80歲，印度小說家和記者。[80]
- Marika Rökk，90歲，埃及裔德國女演員，心臟病發作。[81]
- 比利·斯通（Billy Stone），78歲，美國職業足球運動員（布蘭得利大學，巴爾的摩小馬隊，芝加哥熊隊）。[82]
- 瓊·泰勒（June Taylor），86歲，美國電視舞蹈家和編舞家。[83]

### 17日
- Marjorie Courtenay-Latimer，97歲，南非博物學家和博物館官員。
- Gunnar Graps，57歲，愛沙尼亞搖滾歌手和打擊樂手，心臟病發作。
- 肯·穆德福德（Ken Mudford），81歲，紐西蘭大獎賽摩托車公路賽車手。
- 巴斯特·納魯姆（Buster Narum），63歲，美國棒球大聯盟棒球投手（金鶯隊，參議員）。[84]
- 約爾根·納什（Jørgen Nash），84歲，丹麥詩人和表演藝術家。[85]
- 托尼·蘭德爾（Tony Randall），84歲，美國演員（《枕頭談話》，《奇怪的夫婦》，《繼承風》，艾美獎得主（1975年），肺炎。[86]
- 詹姆斯·阿姆斯壯·理查森（James Armstrong Richardson），82歲，加拿大下議院議員，供應和服務部長，國防部長。[87]
- Cathy Rosier，59歲，法國模特和女演員，動脈瘤。[88]
- 埃茲丁·薩利姆（Ezzedine Salim），60-61歲，伊拉克政治家，伊拉克管理委員會主席。
- 恩里克·佐貝爾（Enrique Zobel），77歲，菲律賓商人、飛行員和馬球運動員。

### 18日
- Çetin Alp，56歲，土耳其歌手，心臟病發作。
- 阿诺德·奥威尔·贝克曼，104歲，美國發明家、實業家和慈善家。[89]
- 約翰·麥克斯韋·考利（John Maxwell Cowley），81歲，澳大利亞裔美國物理學家和學者。[90]
- 海因里希·伊瑟（Heinrich Isser），76歲，奧地利奧運雪橇運動員。[91]
- 埃尔文·琼斯（Elvin Jones），76歲，美國爵士鼓手，1960年代約翰·科爾特蘭四重奏（John Coltrane Quartet），心臟病發作。[92]
- 林肯·基爾派翠克（Lincoln Kilpatrick），72歲，美國演員，肺癌。[93]
- Hyacinthe Thiandoum，83歲，塞內加爾羅馬天主教樞機主教，達喀爾大主教。[94]

### 19日
- Mary Dresselhuys，97歲，荷蘭女演員和喜劇演員。[95]
- 傑克·埃克德（Jack Eckerd），91歲，美國商人。[96]
- Haruhiko Kindaichi，91歲，日本語言學家和國學學者。
- 梅爾文·拉斯基（Melvin J. Lasky），84歲，美國記者，知識份子和反共產主義者。[97]
- 羅伯特·大衛·麥克唐納（Robert David MacDonald），74歲，蘇格蘭劇作家、翻譯家和戲劇導演。[98]
- 阿諾德·摩爾（Arnold Moore），90歲，美國藍調藝術家。[99]
- 約翰·納卡（John Naka），89歲，美國園藝家、教師、作家和盆景種植大師。[100]
- E. K. Nayanar，87歲，印度政治家，三屆印度喀拉拉邦首席部長，心臟病發作。[101]
- 卡爾·拉達茨（Carl Raddatz），92歲，德國舞臺和電影演員。[102]
- 埃爾維奧·羅梅羅（Elvio Romero），77歲，巴拉圭詩人。[103]
- 列昂尼德·謝爾巴科夫，77歲，俄羅斯三級跳遠運動員和奧運會銀牌得主。[104]

### 20日
- 加里·鮑爾曼（Gary Ballman），63歲，美國橄欖球運動員。[105]
- 盧西奧·德·卡斯特羅，93歲，巴西奧運撐桿跳高運動員。[106]
- 索菲·夏洛特·杜克（Sophie Charlotte Ducker），95歲，德裔澳大利亞植物學家。
- 斯坦尼斯瓦夫·格隆科夫斯基（Stanisław Gronkowski），82歲，波蘭演員。[107]
- Len Murray，81歲，英國工會領袖，肺炎。
- 克雷爾·威爾伯（Claire Wilbur），70歲，美國女演員，奧斯卡獲獎短片製片人，肺癌。

### 21日
- 讓-皮埃爾·布蘭克（Jean-Pierre Blanc），62歲，法國電影導演和編劇，癌症。[108]
- Proinsias Mac Cana，77歲，學者和凱爾特學者。
- June Cochran，62歲，美國模特和選美皇后。[109]
- Gunnar Dahlen，86歲，挪威足球運動員。[110]
- 里克·亨德森（Rick Henderson），76歲，美國爵士中音薩克斯管演奏家和編曲家。[111]
- 加濑俊一，101歲，日本公務員和外交官，心臟病發作。[112]
- 吉恩·伍德（Gene Wood），78歲，美國電視名人和遊戲節目播音員，肺癌。[113]

### 22日
- 理查·比格斯（Richard Biggs），44歲，美國演員（《巴比倫5》《我們的日子》《強效醫學》），主動脈夾層。[114]
- Samuel Curtis Johnson， Jr.，76 歲，美國商人，莊臣公司第四代總裁。
- 季諾維·科羅戈斯基（Zinovy Korogodsky），77歲，俄羅斯戲劇導演和學者。
- 亞歷山大·薩夫科（Alexandr Savko），37歲，白俄羅斯摔跤手，心臟病發作。
- 米哈伊爾·沃羅寧（Mikhail Voronin），59歲，俄羅斯體操運動員，兩屆奧運會冠軍，癌症。[115]

### 23日
- 阿黛爾·利（Adele Leigh），75歲，英國歌劇女高音，心臟病發作。[116]
- Ramon Margalef，85歲，西班牙生物學家和生態學家。[117]
- 特魯迪·馬歇爾（Trudy Marshall），84歲，美國女演員，肺癌。[118]
- 哈裡·普雷斯頓（Harry Preston），72歲，加拿大奧運曲棍球運動員（1964年夏季奧運會曲棍球運動員）。[119]
- 馬克西姆·羅丁森（Maxime Rodinson），89歲，法國歷史學家、社會學家和東方學家。[120]

### 24日
- Ya'akov Grundman，64歲，波蘭裔以色列足球運動員和經理，癌症。
- 普倫蒂斯·馬歇爾（Prentice Marshall），77歲，美國地區法官，膀胱癌。[121]
- 亨利·裡斯（Henry Ries），86歲，美國攝影師，以拍攝1948年柏林空運的照片而聞名。[122]
- 米爾頓·舒爾曼（Milton Shulman），90歲，加拿大作家，電影和戲劇評論家。
- 愛德華·瓦根克內希特（Edward Wagenknecht），104歲，美國文學評論家和教師。[123]

### 25日
- 尼古拉·切爾尼赫（Nikolai Chernykh），72歲，蘇聯和俄羅斯天文學家。
- 大衛·德林格（David Dellinger），88歲，美國反戰活動家，芝加哥八人組成員。[124]
- 安東尼婭·伊萬諾娃（Antonia Ivanova），74歲，保加利亞國際象棋大師。
- 尼古拉斯·盧阿德（Nicholas Luard），66歲，英國作家和政治家。
- 羅伯特·夏普（Robert P. Sharp），92歲，美國地貌學家，地球和火星地質學專家。[125]
- 小羅傑·威廉姆斯·施特勞斯（Roger Williams Straus， Jr.），87歲，美國出版商（Farrar，Straus和Giroux）。[126]

### 26日
- 罗伯特·查普曼（Robert Chapman），81歲，紐西蘭政治學家和歷史學家。
- 吉諾·德·佩萊格林，77歲，阿根廷奧運高山滑雪運動員。[127]
- Rewata Dhamma，74歲，緬甸上座部佛教僧侶和學者。
- 唐納德·卡梅倫爵士（Sir Donald Cameron），93歲，蘇格蘭地主和金融家。[128]

### 27日
- 翁貝托·阿涅利（Umberto Agnelli），69歲，義大利實業家，菲亞特負責人，淋巴瘤。[129]
- 鄧尼斯·阿皮沃爾（Denis ApIvor），88歲，英國作曲家。[130]
- Patience Cleveland，73歲，美國女演員（Donnie Darko，Psycho III，綜合醫院），癌症。[131]
- 拉迪斯拉夫·赫克特（Ladislav Hecht），94歲，捷克斯洛伐克網球運動員。[132]
- 吉姆·馬歇爾（Jim Marshall），63歲，英國工黨議員，心臟病發作。[133]
- 米哈伊爾·波斯特尼科夫（Mikhail Postnikov），76歲，蘇聯數學家，以其在代數和微分拓撲學方面的工作而聞名。[134]
- 西格麗德·洛倫岑·魯普（Sigrid Lorenzen Rupp），61歲，德裔美國建築師，胃癌。
- 羅納德·史密斯（Ronald Smith），82歲，英國古典鋼琴家和教師。
- 維爾納·圖布克（Werner Tübke），74歲，德國畫家。[135]

### 28日
- 邁克爾·艾莉森（Michael Alison），77歲，英國樞密院議員、部長和國會議員。
- 傑拉爾德·安東尼（Gerald Anthony），52歲，美國演員，因在電視節目《一生一世》中扮演馬可·戴恩（Marco Dane）而聞名。
- 維托雷·布蘭卡（Vittore Branca），90歲，語言學家、文學評論家和義大利學者。
- 哈威·布魯克斯（Harvey Brooks），88歲，美國物理學家。[136]
- 弗朗西斯·布倫（Francis Brunn），81歲，德國雜耍演員。[137]
- 喬西·凱莉（Josie Carey），73歲，美國作詞家，兒童節目“兒童角”主持人。[138]
- Jean-Philippe Charbonnier，82歲，法國攝影師。[139]
- Jerzy Klempel，51歲，波蘭奧運手球運動員和教練。[140]
- 愛琳·曼寧（Irene Manning），91歲，美國女演員和歌手（Yankee Doodle Dandy），心力衰竭。[141]
- 凱薩琳·迪恩·梅（Catherine Dean May），90歲，美國政治家。[142]

### 29日
- 勞倫斯·羅薩里奧·阿巴瓦納（Lawrence Rosario Abavana），84歲，迦納政治家和教師。
- Anjuman Ara Begum，62歲，孟加拉國歌手，肺炎。
- 巴里·布朗（Barry Brown），42歲，牙買加雷鬼歌手，摔倒后頭部外傷。[143]
- Zebedy Colt，74歲，美國演員、音樂家和成人電影導演。[144]
- 阿奇博爾德·考克斯（Archibald Cox），92歲，美國律師，水門事件特別檢察官。[145]
- 撒母耳·達什（Samuel Dash），79歲，美國律師，水門事件醜聞期間眾議院司法委員會首席法律顧問，心力衰竭。[146]
- Magne Havnå，40歲，挪威職業拳擊手，划船事故。[147]
- 傑克·羅森塔爾（Jack Rosenthal），72歲，英國電視劇作家，多發性骨髓瘤。[148]
- 福雷斯特·塔克（Forrest Tucker），83歲，美國職業罪犯。
- Ivica Šerfezi，68歲，克羅埃西亞流行歌手，胃癌。

### 30日
- 芬納·阿爾伯特·蔡斯（Fenner Albert Chace），95歲，美國癌症學家。[149]
- Raymond M. Clausen， Jr.，56歲，美國海軍陸戰隊員，榮譽勳章獲得者，肝衰竭。[150]
- 阿爾弗雷德·科佩爾（Alfred Coppel），82歲，美國作家。
- 熱拉爾·德·塞德（Gérard de Sède），82歲，法國作家。[151]
- 拉法爾·庫爾曼斯基（RafałKurmański），21歲，波蘭賽車手，自殺。
- Nizamuddin Shamzai，51歲，巴基斯坦遜尼派伊斯蘭學者，被暗殺。
- 埃德·斯坦紮克（Ed Stanczak），82歲，美國籃球運動員（安德森包裝工隊，波士頓塞爾特人隊）。[152]
- 克拉夫迪亞·托喬諾娃（Klavdiya Tochonova），82歲，蘇聯奧運推桿運動員。[153]

### 31日
- 萊昂內爾·亞伯拉罕斯（Lionel Abrahams），76歲，南非小說家、詩人、評論家和出版商。
- 皮埃爾·杜瓦爾（Pierre Duval），71歲，法裔加拿大歌劇男高音。
- 阿蒂默斯·派克，52歲，美國職業足球運動員（費城老鷹隊、紐約噴氣機隊）。[154]
- 羅伯特·奎因（Robert Quine），61歲，美國朋克搖滾吉他手，自殺。
- 艾蒂安·羅達-吉爾（Étienne Roda-Gil），62歲，法國詞曲作者、編劇和無政府主義者，中風。[155]